# Жобер, Пьер Амедей Эмилиан Проб
Пьер Амеде́й Эмилиа́н Проб Жобе́р (фр. Pierre Amédée Emilien Probe Jaubert; 3 июня 1779, Экс-ан-Прованс, Королевство Франция — 28 января 1847, Париж, Королевство Франция) — французский ориенталист, переводчик и путешественник, ученик Сильвестра де Саси.
Владел арабским, персидским и турецким языками.
Принимал участие в египетской экспедиции 1798 года, был драгоманом и дипломатическим агентом в Турции и Персии, в 1810 году был назначен статс-секретарём Государственного совета Франции. 
С 1838 года занимал кафедру персидского, турецкого и арабского языков в Коллеж де Франс, во время Июльской монархии был пэром Франции. Опубликовал: «Voyage en Arménie et en Perse» (1821, повторное издание в 1860), «Eléments de la grammaire turque» (2 изд. 1834); перевод географии Ал-Идриси (1836—1840); редактировал «Dictionnaire français-berbère» (1844).